# Mille regretz
Mille regretz (нормализованный фр. Mille regrets, букв. «тысяча сожалений») — популярная французская песня XV века; авторы текста и музыки неизвестны. Использовалась как основа для многоголосной музыки в разных жанрах композиторов второй половины XV и XVI веков. Наиболее известна шансон Mille regretz Жоскена Депре.

## Текст
| Оригинал | Русский перевод |
| --- | --- |
| Mille regretz de vous abandonner Et d'eslonger vostre fache amoureuse, Jay si grand dueil et paine douloureuse, Quon me verra brief mes jours definer. | Безумно жаль оставить Вас, Забыть Ваш любимый облик. Скорбь моя так велика и боль мучительна, Что, кажется, будто дни мои сочтены. |

## Музыка
Как выглядит музыка оригинальной (одноголосной) песни Mille regretz, неизвестно. Первая известная её обработка — четырёхголосная шансон — принадлежит Жоскену Депре. О широкой популярности песни в XV-XVI веках свидетельствуют сочинения на её материале у испанских (месса Кристобаля де Моралеса, вариации для виуэлы "La Canción del Emperador" Луиса де Нарваэса) и франко-фламандских  (шансон Николя Гомберта и Тильмана Сузато) композиторов, многочисленные анонимные интабуляции песни для лютни и клавишных инструментов.